# Championnat du monde Red Bull de course aérienne 2008
Navigation
Championnat 2007 Championnat 2009
Le Championnat du monde Red Bull de course aérienne 2008 (2008 Red Bull Air Race World Championship en anglais) est la quatrième édition du Championnat Red Bull de course aérienne. Il comporte 8 épreuves internationales se déroulant entre le 11 avril et le 2 novembre 2008.

## Réglementation
Pour cette édition 2008, le 1er jour de compétition est consacré au premier entrainement libre, le 2e jour au second entrainement libre qui détermine l'ordre de passage des avions lors des qualifications. Le 3e jour est consacré aux essais qualificatifs qui permettent aux 8 pilotes les plus rapides de rejoindre le Super 8 le jour de la course. Tous les entrainements, y compris les qualifications, se déroulent en deux sessions. Seul le meilleur temps des deux sessions est retenu.
Le 4e jour, jour de la course, les 4 derniers se disputent pour récolter 1 points ; Les 8 promus se disputent le Super 8 qui envoie les 4 pilotes les plus rapides en Semi Final, avant dernière manche de la course. Les 2 meilleurs pilotes se disputent pour la finale tandis que les 2 autres disputent la 3rd Place Fly-Off.

## Participants
| Classement 2007 | Numéro | Pilote            | Équipe                       | Avion          | Saisons disputées |
| --------------- | ------ | ----------------- | ---------------------------- | -------------- | ----------------- |
| 1               | 11     | Mike Mangold      | Mike Mangold Air Racing      | Zivko Edge 540 | 3                 |
| 2               | 55     | Paul Bonhomme     | Team Bonhomme                | Zivko Edge 540 | 3                 |
| 3               | 5      | Peter Besenyei    | Team Red Bull                | Zivko Edge 540 | 3                 |
| 4               | 4      | Kirby Chambliss   | Team Red Bull                | Zivko Edge 540 | 3                 |
| 5               | 19     | Steve Jones       | Steve Jones Races            | Zivko Edge 540 | 3                 |
| 6               | 36     | Alejandro Maclean | Team Maclean                 | MXR MXS-R      | 3                 |
| 7               | 27     | Nicolas Ivanoff   | Team Nicolas Ivanoff         | Extra 300 SR   | 3                 |
| 8               | 99     | Michael Goulian   | Goulian Aerosports           | Zivko Edge 540 | 2                 |
| 9               | 9      | Nigel Lamb        | Team Breitling               | MXR MXS-R      | 3                 |
| 10              | 28     | Hannes Arch       | Team Hannes Arch             | Zivko Edge 540 | 1                 |
| 12              | 18     | Sergei Rakhmanin  | Sergei Rakhmanin Racing Team | Zivko Edge 540 | 1                 |
| #               | 45     | Glen Dell         | Glen Dell Aerobatics         | Zivko Edge 540 | /                 |

Frank Versteegh a occupé la 11e place et Klaus Schrodt la 13e lors de la saison 2007.

## Épreuves
| N° | Date               | Ville      | Lieu                                                                          | Édition | Vainqueur       |
| -- | ------------------ | ---------- | ----------------------------------------------------------------------------- | ------- | --------------- |
| 31 | 10-11 avril 2008   | Abou Dabi  | Port Zayed - Corniche d’Abou Dabi                                             | 4e      | Paul Bonhomme   |
| 32 | 3-4 mai 2008       | San Diego  | Embarcadero Marina Park                                                       | 2e      | Paul Bonhomme   |
| 33 | 1er-2 juin 2008    | Détroit    | Frontière canado-américaine au-dessus de la rivière Détroit                   | 1re     | Kirby Chambliss |
| 34 | 19-20 juillet 2008 | Rotterdam  | Devant le Erasme bridge                                                       | 2e      | Paul Bonhomme   |
| 35 | 2-3 août 2008      | Londres    | Devant le O²                                                                  | 2e      | Kirby Chambliss |
| 36 | 19-20 août 2008    | Budapest   | Devant le Parlement à proximité du Széchenyi Chain Bridge au-dessus du Danube | 4e      | Hannes Arch     |
| 37 | 6-7 septembre 2008 | Porto/Gaia | Au-dessus du Douro, entre Porto et Vila Nova de Gaia                          | 2e      | Hannes Arch     |
| 38 | 19-20 août 2008    | Perth      | Devant le Parlement à proximité du Széchenyi Chain Bridge au-dessus du Danube | 3e      | Paul Bonhomme   |

## Classements

### Pilotes
| Classement | Pilote            | Drapeau des Émirats arabes unis | Drapeau des États-Unis | Drapeau des États-Unis | Drapeau des Pays-Bas | Drapeau de l'Angleterre | Drapeau de la Hongrie | Drapeau du Portugal | Drapeau de l'Australie | Total des points |
| ---------- | ----------------- | ------------------------------- | ---------------------- | ---------------------- | -------------------- | ----------------------- | --------------------- | ------------------- | ---------------------- | ---------------- |
| 1          | Hannes Arch       | 8                               | 6                      | 7                      | 8                    | 7                       | 9                     | 9                   | 7                      | 61               |
| 2          | Paul Bonhomme     | 9                               | 9                      | 8                      | 9                    | 3                       | 7                     | -                   | 9                      | 54               |
| 3          | Kirby Chambliss   | 5                               | 7                      | 9                      | 6                    | 9                       | -                     | 8                   | 2                      | 46               |
| 4          | Mike Mangold      | 7                               | 8                      | 6                      | 5                    | 4                       | 6                     | 7                   | 1                      | 44               |
| 5          | Peter Besenyei    | 6                               | 2                      | 5                      | 4                    | 6                       | 5                     | 3                   | 3                      | 34               |
| 6          | Steve Jones       | 3                               | 1                      | 3                      | 7                    | 1                       | 8                     | 6                   | 4                      | 33               |
| 7          | Nigel Lamb        | 2                               | 4                      | -                      | 2                    | 5                       | 4                     | 5                   | 8                      | 30               |
| 8          | Alejandro Maclean | 4                               | 3                      | 1                      | -                    | 2                       | 3                     | 2                   | 6                      | 21               |
| 9          | Nicolas Ivanoff   | 1                               | -                      | 4                      | -                    | 8                       | -                     | 1                   | 5                      | 19               |
| 10         | Michael Goulian   | -                               | 5                      | 2                      | 3                    | -                       | 2                     | 4                   | -                      | 16               |
| 11         | Sergei Rakhmanin  | -                               | -                      | -                      | 1                    | -                       | 1                     | -                   | -                      | 2                |
| 12         | Glen Dell         | -                               | -                      | -                      | -                    | -                       | -                     | -                   | -                      | 0                |

- DSQ : Disqualified
- DNS : Did not start

### Top 5
Le top 5 des meilleurs pilotes des Red Bull Air Race
| Classement | Pilote          | Drapeau des Émirats arabes unis | Drapeau des États-Unis | Drapeau des États-Unis | Drapeau des Pays-Bas | Drapeau de l'Angleterre | Drapeau de la Hongrie | Drapeau du Portugal | Drapeau de l'Australie | Total des points |
| ---------- | --------------- | ------------------------------- | ---------------------- | ---------------------- | -------------------- | ----------------------- | --------------------- | ------------------- | ---------------------- | ---------------- |
| 1          | Hannes Arch     | 8                               | 6                      | 7                      | 8                    | 7                       | 9                     | 9                   | 7                      | 61               |
| 2          | Paul Bonhomme   | 9                               | 9                      | 8                      | 9                    | 3                       | 7                     | -                   | 9                      | 54               |
| 3          | Kirby Chambliss | 5                               | 7                      | 9                      | 6                    | 9                       | -                     | 8                   | 2                      | 46               |
| 4          | Mike Mangold    | 7                               | 8                      | 6                      | 5                    | 4                       | 6                     | 7                   | 1                      | 44               |
| 5          | Peter Besenyei  | 6                               | 2                      | 5                      | 4                    | 6                       | 5                     | 3                   | 3                      | 34               |